# Pandemie covidu-19 v Irsku
Pandemie covidu-19 se do Irska rozšířila 29. února 2020 a je to probíhající epidemie virové nemoci covid-19 způsobené koronavirem SARS-CoV-2 na území Irska, součást celosvětové pandemie covidu-19. Ta vznikla koncem roku 2019 na území Číny ve městě Wu-chan. Nemoc se následně začala rychle šířit i mimo pevninskou Čínu. Ke 25. června 2021 bylo v Irsku 270 477 potvrzených případů, z toho 4989 úmrtí.

## Průběh

### Fáze zamezování šíření nemoci: leden – 12. března
Na konci února irské ministerstvo zdravotnictví uvedlo, že je ve fázi utváření své strategie proti viru.
O tři dny později, 29. února, byl ohlášen první potvrzený případ nákazy koronavirem SARS-CoV-2. Byl to student z východního Irska, který se vrátil ze severní Itálie. Střední škola Scoil Chaitríona v Glasnevinu, kterou student navštěvoval byla z preventivních důvodů uzavřena na dva týdny.
Dne 3. března byl potvrzen druhý případ nákazy. Jednalo se o ženu z východu Irska, která se vrátila ze severní Itálie. Nemá žádnou spojitost s prvním případem nákazy.
Dne 4. března byly potvrzeny další čtyři případy, dvě ženy a dva muži ze západu země, kteří přicestovali ze severní Itálie, čímž se celkový počet zvýšil na šest.
Dne 5. března bylo potvrzeno dalších sedm dalších případů, čímž se celkový počet zvýšil na třináct. Čtyři muži měli opět návaznost na severní Itálie, jeden z těchto případů byl spojen s Trinity College v Dublinu. Dva ze sedmi případů byly spojeny s blízkým kontaktem s již potvrzenými případy. Posledním ze sedmi případů byl muž z jihu země, který necestoval do zahraničí.
Dne 6. března bylo oznámeno, že více než 60 zaměstnanců fakultní nemocnice v Corku muselo být izolováno kvůli komunitnímu přenosu covidu-19 v nemocnici. Týž den přinesl potvrzení dalších pět případů, čímž celkový počet v zemi v té době dosáhl 18.
Dne 7. března byl potvrzen ještě jeden případ, čímž se celkový počet zvýšil na 19.
Dne 8. března byly potvrzeny další dva případy, čímž se celkový počet zvýšil na 21.
Dne 9. března byly potvrzeny další tři případy, čímž se celkový počet zvýšil na 24. Dne 10. března bylo potvrzeno dalších deset případů, čímž se celkový počet zvýšil na 34.
11. března starší pacient v nemocnici v Naasu v hrabství Kildare (jihozápadně od hlavního města Dublinu) nemoci podlehl; bylo oznámeno devět nových případů, takže se počet nakažených zvýšil na 43. Nemocnice v Corku propustila jednoho pacienta poté, co se plně zotavil.

### Fáze zdržování šíření nemoci: 12.–27. března
Dne 12. března bylo potvrzeno 27 nových případů nákazy covidem-19, čímž se celkový počet případů v zemi zvýšil na 70. V reakci na nárůst případů oznámil Taoiseach Leo Varadkar uzavření všech škol a zařízení péče o děti do 29. března. Poté, co Světová zdravotnická organizace formálně prohlásila, že šíření nemoci lze považovat za pandemii, oznámilo také, že se Irsko ocitá ve fázi zdržování šíření nemoci (tuto strategii kancelář Taoiseacha potvrdila o tři dny dříve).
Dne 13. března bylo potvrzeno 20 nových případů, čímž se celkový počet případů v zemi zvýšil na 90. Dne 14. března bylo potvrzeno 39 nových případů a bylo oznámeno další úmrtí člověka, který žil na východě země. Tím se zvýšil počet nakažených na 129 s počtem dvou úmrtí.
Dne 15. března bylo potvrzeno 40 nových případů. Celkový počet případů byl tedy 169 se dvěma úmrtími. Nemocnice v Limericku propustila čtyři pacienty. Vláda nařídila, aby se bary a jiné veřejné budovy uzavřely a vyzvala, aby lidé nepořádali domácí večírky.
Dne 16. března bylo zaznamenáno 54 nových případů. Celkový počet případů se zvýšil na 223 se dvěma úmrtími. Dne 17. března bylo potvrzeno 69 nových případů, čímž se celkový počet případů v zemi zvýšil na 292, stále dvě úmrtí.
Dne 18. března bylo potvrzeno 74 nových případů, čímž se celkový počet případů v zemi zvýšil na 366 případů se dvěma úmrtími. Podrobnější informace o nemocnicích, o věkovém rozmezí nakažených, o šíření covidu-19, o zdravotnických pracovnících a o potvrzených případech podle hrabství zveřejnil tento den irský Národní pohotovostní tým veřejného zdraví. Ukázalo se, že nemoc byla zaznamenána ve 23 z 26 hrabství, přičemž Laois, Leitrim a Monaghan byli jedinými třemi hrabstvími, kde dosud nebyl zaznamenán ani jeden případ.
Dne 19. března bylo potvrzeno 191 nových případů, což je celkem 557 případů. Bylo zaznamenáno 1 nová úmrtí, čímž se počet zemřelých zvýšil na 3. Žena zemřela na izolovaném oddělení v nemocnici Sv. Vincenta. Její dcera později promluvila s novináři a vyzvala veřejnost, aby se chránila před nemocí.
Dne 20. března bylo hlášeno 126 nových případů, čímž se celkový počet zvýšil na 683. Bylo také potvrzeno, že se nemoc dostala také do Laoisu a Leitrimu, přičemž Monaghan zůstal posledním z 26 okresů bez jediného případu. Dne 21. března bylo hlášeno 102 nových případů, čímž se celkový počet zvýšil na 785.
Dne 22. března bylo zaznamenáno 121 nových případů, čímž se celkový počet zvýšil na 906. Také v souvislosti s covidem-19 zemřel další člověk, čímž se celkový počet úmrtí zvýšil na 4. Muž, který zemřel v nemocnici Mater, byl hudebním režisérem pěveckého sboru v Dublinu a bývalým vedoucím vokálních studií na Královské irské hudební akademii.
Dne 23. března bylo oznámeno dalších 219 případů a dvě další úmrtí, čímž se celkový počet zvýšil na 1 125 případů a šest úmrtí. Z toho bylo nakaženo celkem 208 zdravotnických pracovníků. Dne 24. března bylo oznámeno dalších 204 případů a další úmrtí, čímž se celkový počet případů zvýšil na 1 329 a sedm úmrtí. Dne 25. března bylo potvrzeno nových 235 případů, čímž se celkový počet potvrzených případů zvýšil na 1 564. Rovněž došlo k dvěma úmrtím, čímž se celkový počet úmrtí zvýšil na devět. Dne 26. března bylo potvrzeno dalších 255 případů a deset úmrtí, čímž se celkový počet potvrzených případů zvýšil na 1 819 a celkový počet úmrtí na 19, což je více než dvojnásobek oproti předchozímu dni. Podle vedoucího lékařského důstojníka Tonyho Holohana došlo k většině úmrtí v „institučním prostředí“, tj. v nemocnicích a domovech s pečovatelskou službou. Od této chvíle začaly rapidně narůstat počty mrtvých.

### Fáze zůstat doma: 27. března–dosud
27. březen přinesl 302 nových případů a tři nové úmrtí, celkový počet potvrzených případů a 2 121 případů and 22 obětí. Mezi úmrtími byla první smrtelná úmrtnost v oblasti zdravotnictví v zemi, která sídlila na východě. Taoiseach Leo Varadkar oznámil řadu opatření, které shrnul jako: „Zůstaňte doma“ (s určitými výjimkami). Opatření, která se časově shodovala s rostoucím počtem obětí, byla také reakcí na zvýšenou závislost na jednotkách intenzivní péče při léčbě kriticky nemocných pacientů a pokusu o snížení tohoto počtu před dosažením kapacity.
Dne 28. března 294 nových případů a 14 nových úmrtí zvýšilo celkový počet potvrzených případů na 2 415 a 36 úmrtí. Dne 29. března bylo hlášeno 200 případů a 10 úmrtí, čímž se celkový počet potvrzených případů a úmrtí zvýšil na 2 615 a 46 úmrtí. Dne 30. března bylo hlášeno 295 případů a 8 úmrtí, čímž se celkový počet potvrzených případů zvýšil na 2 910 a úmrtí na 54. 31. března bylo hlášeno 325 případů a 17 úmrtí, čímž se celkový počet potvrzených případů a úmrtí zvýšil na 3 235 a 71 úmrtí.
Dne 1. dubna bylo potvrzeno dalších 212 případů a 14 úmrtí, čímž se celkový počet potvrzených případů zvýšil na 3 447 a celkový počet úmrtí na 85. Bylo také oznámeno, že vedoucí lékařský důstojník Tony Holohan, který během předchozí večerní tiskové konference měl příznaky nemoci, byl převezen do nemocnice z důvodů jiných než covid-19. Jako náhradníka pověřil Ronana Glynna.
Dne 2. dubna bylo potvrzeno dalších 402 případů a 13 úmrtí, což znamená celkový počet se zvýšil na 3 849 případů a 98 úmrtí. Tony Holohan řekl řekl o jednotkách intenzivní péče (JIP) v nemocnicích: „Ze celkového počtu 148 případů přijatých na JIP bylo 25 osob propuštěno, bohužel došlo ke 14 úmrtím na JIP a 109 osob na JIP zůstalo. Průměrný věk osob přijatých na JIP je 62.“
Dne 3. dubna bylo potvrzeno dalších 424 případů a 22 úmrtí, což znamená celkem 4 273 případů a 120 úmrtí. Jeden pacient byl propuštěn z Univerzitní nemocnice v Sligu poté, co byl přijat do nemocnice na 10 dní.
Dne 4. dubna bylo ohlášeno dalších 331 případů a 17 úmrtí, což je celkem 4 604 případů a 137 úmrtí. 5. dubna bylo ohlášeno dalších 390 případů a 21 úmrtí, což znamená celkem 4 999 případů a 158 úmrtí. Počet potvrzených případů a podezření na covid-19 v nemocnicích byl zveřejněn k 4. dubnu. Dne 6. dubna bylo ohlášeno dalších 370 případů a 16 úmrtí, což znamená celkem 5 364 případů a 174 úmrtí. Dne 7. dubna bylo ohlášeno dalších 345 případů a 36 úmrtí, což znamená celkový počet 5 709 případů a 210 úmrtí. Dne 8. dubna bylo hlášeno dalších 365 případů a 25 úmrtí, což znamená celkem 6 074 případů a 235 úmrtí. Dne 9. dubna bylo hlášeno dalších 500 případů a 28 úmrtí, což znamená celkový počet 6 574 případů a 263 úmrtí.
Dne 10. dubna irské Ministerstvo zdravotnictví zpočátku ohlásilo dalších 480 případů a 25 úmrtí, což znamená celkem 7 054 případů a 288 úmrtí. Bylo oznámeno, že mezi počtem případů potvrzených irským Ministerstvem zdravotnictví a ECDC došlo k rozporu, a to kvůli vzorkům zaslaným do Německa k analýze, aby bylo možné všechny vzorky analyzovat. Z německých laboratoří se vrátilo 14 000 vzorků, z nichž 1 035 bylo pozitivních, což znamená, že celkový počet potvrzených případů byl 8 089. K tomuto datu bylo propuštěno 62 pacientů přijatých na JIP. Taoiseach Leo Varadkar oznámil, že opatření zavedená 27. března budou prodloužena minimálně do 5. května.
Dne 11. dubna bylo ohlášeno dalších 553 případů společně s dalšími 286 případy z předchozích vzorků zaslaných do Německa a 33 úmrtí, což znamená celkem 8 928 případů a 320 úmrtí. Dne 12. dubna bylo hlášeno dalších 430 případů, spolu s dalšími 297 případy z předchozích vzorků zaslaných do Německa a 14 úmrtí, což znamená celkem 9 655 případů a 334 úmrtí. Národní pohotovostní tým veřejného zdraví uvedl, že pokud by změna opatření nebyla provedena správně, došlo by k „reálnému nebezpečí“ druhé vlny nákazy. Dne 13. dubna bylo ohlášeno dalších 527 případů spolu s dalšími 465 případy z nevyřízených testů z laboratoře v Německu a 31 úmrtí, což znamená celkem 10 647 případů a 365 úmrtí. Přibližně 80 % nakažených se potýká s mírným až středním průběhem nemoci, téměř 14 % má závažný průběh onemocnění a přibližně 6 % je kritických případů. Ministr zdravotnictví řekl, že přístup Irska ke covidu-19 je „správná strategie“, která „zachrání životy“. Dne 14. dubna bylo ohlášeno dalších 548 případů, dalších 284 případů z testů z laboratoře v Německu a 41 úmrtí, což znamená celkem 11 479 případů a 406 úmrtí.
Dne 15. dubna bylo ohlášeno dalších 657 případů spolu s dalšími 411 případy z testů z německé laboratoře a 38 úmrtí, což znamená celkem 12 547 případů a 444 úmrtí. Mezi oznámenými úmrtími byl i 23letý člověk, který je nejmladší osobou, která do té doby v Irsku zemřela. K tomuto datu sdělil mluvčí Ireland East Hospital Group, že zemřeli dva zdravotničtí pracovníci, muž a žena, pracující ve stejně nemocnici v Kilkenny.
Dne 16. dubna bylo ohlášeno dalších 629 případů spolu s dalšími 95 případy z testů z laboratoře v Německu a 43 úmrtí, což znamená celkem 13 271 případů a 486 úmrtí. Jedna smrt, která byla dříve ohlášena, byla reklasifikována jako nesouvisející s covidem-19. Dne 17. dubna bylo ohlášeno dalších 597 případů spolu s dalšími 112 případy z testů z laboratoře v Německu a 44 úmrtí, což znamená celkem 13 980 případů a 530 úmrtí. Dne 18. dubna bylo ohlášeno dalších 630 případů spolu s dalšími 148 případy z nevyřízených testů v laboratoři v Německu a 41 úmrtí, což znamená celkový počet 14 758 případů a 571 úmrtí. Dne 19. dubna bylo ohlášeno dalších 445 případů spolu s dalšími 48 případy z testů z německé laboratoře a 39 úmrtí, což znamená celkový počet 15 251 případů a 610 úmrtí.
Dne 20. dubna bylo ohlášeno dalších 401 případů a 77 úmrtí, což znamená celkem 15 652 případů a 687 úmrtí.
Dne 21. dubna bylo hlášeno dalších 388 případů a 44 úmrtí, což znamená celkový počet 16 040 případů a 730 úmrtí. Tony Holohan oznámil, že se v zotavilo 8 377 lidí a že k tomuto datu bylo z nemocnic propuštěno 856 lidí. Bylo také oznámeno, že jedna dříve nahlášená smrt jako příbuzná s covidem-19 s touto nemocí nesouvisela.
Dne 22. dubna bylo ohlášeno dalších 631 případů a 49 úmrtí a deset dříve ohlášených úmrtí bylo reklasifikováno jako nesouvisející s covidem-19, čímž se celkový počet zvýšil na 16 671 případů a 769 úmrtí.
Dne 23. dubna bylo ohlášeno dalších 936 případů a 28 úmrtí a tři dříve ohlášené úmrtí byly reklasifikovány jako nesouvisející s covidem-19, čímž se celkový počet zvýšil na 17 607 případů a 794 úmrtí. Tony Holohan řekl, že více než 45 % úmrtí v Irsku dosud patřilo mezi obyvatele pečovatelských domů.
Dne 24. dubna bylo ohlášeno dalších 577 případů a 37 úmrtí a 185 pravděpodobných úmrtí spojených s covidem-19 a dvě dříve ohlášené úmrtí byly reklasifikovány jako nesouvisející s koronavirem, čímž se celkový počet zvýšil na 18 184 případů a 1 014 úmrtí. HPSC definuje pravděpodobné úmrtí jako „smrt, kde laboratorní test nebyl proveden, ale kde lékař věří, že je spojena se onemocněním covid-19“. Celkový počet úmrtí zahrnuje pravděpodobná úmrtí v souladu s radami ECDC.
Dne 25. dubna bylo hlášeno dalších 377 případů a 52 úmrtí (včetně 10 pravděpodobných úmrtí) a tři dříve ohlášené úmrtí byly reklasifikovány jako nesouvisející s covidem-19, čímž se celkový počet zvýšil na 18 561 případů a 1 063 úmrtí.
Dne 26. dubna bylo hlášeno dalších 701 případů a 26 úmrtí (včetně 3 pravděpodobných úmrtí) a dvě dříve ohlášené úmrtí byly reklasifikovány jako nesouvisející s covidem-19, čímž se celkový počet zvýšil na 19 262 případů a 1 087 úmrtí.
Dne 27. dubna bylo hlášeno dalších 386 případů a 18 úmrtí a tři dříve ohlášené úmrtí byly reklasifikovány jako nesouvisející s covidem-19, čímž se celkový počet zvýšil na 19 648 případů a 1 102 úmrtí.

## Galerie

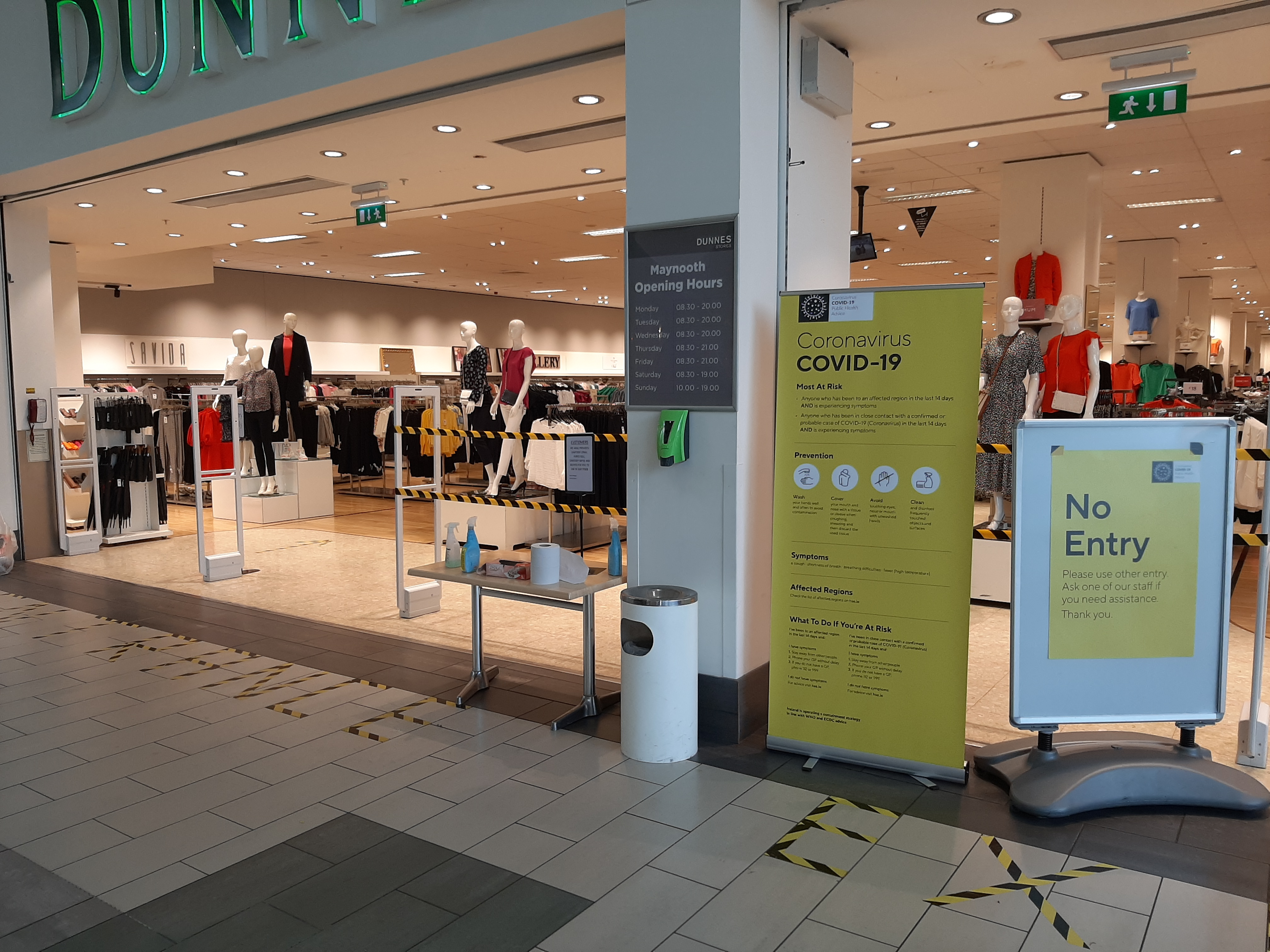
Obchod v Irsku s jednosměrným systémem nákupu, pokyny k dodržování bezpečného odstupu. Prodejna nabízí jednorázové rukavice pro zákazníky a desinfekci pro čištění vozíků.
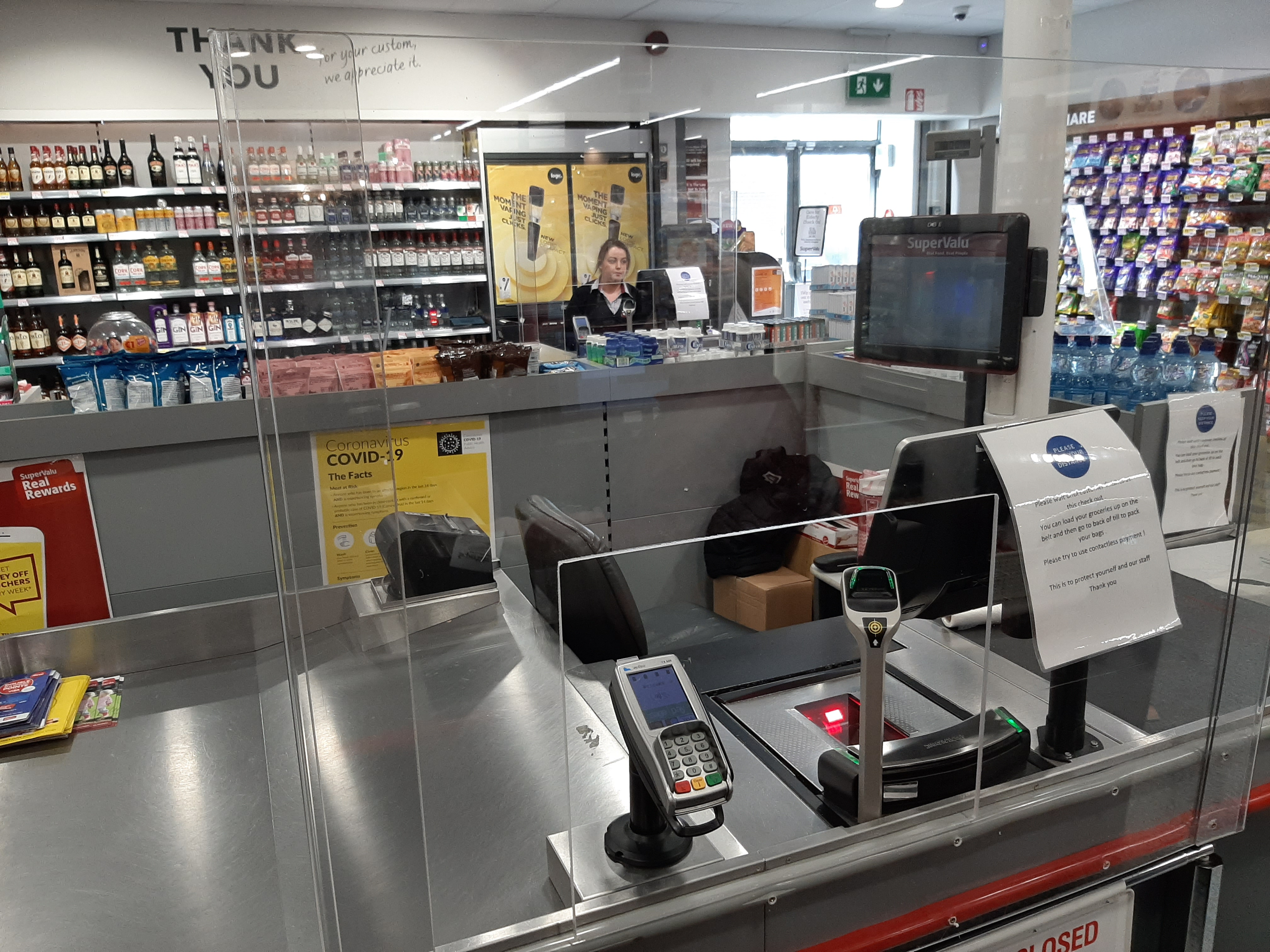
Plexisklo v obchodě chránící zaměstnance a zákazníky během pandemie covidu-19
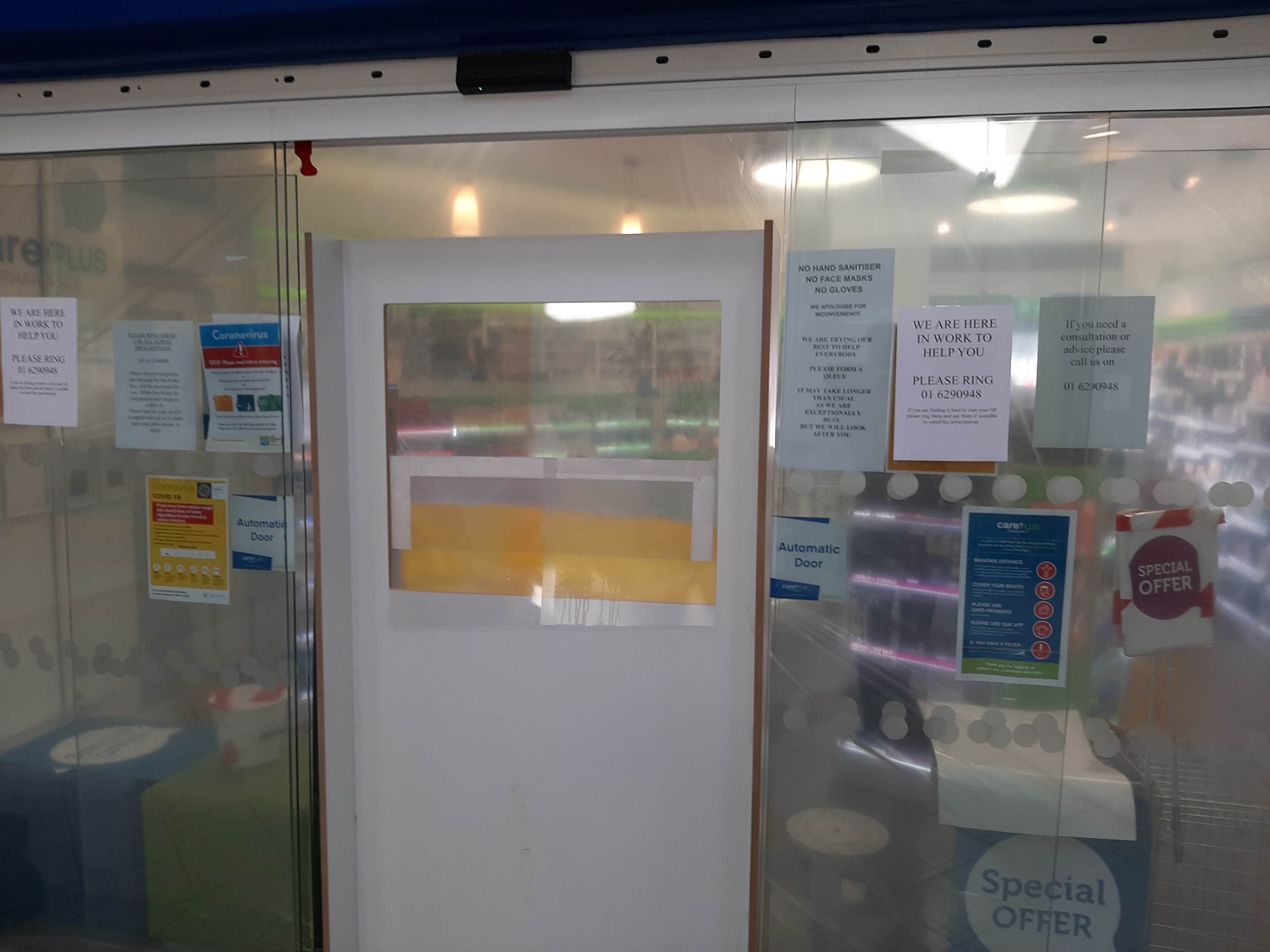
Lékárna v Irsku během pandemie covidu-19. Dveře byly nahrazeny okýnkem pro výdej zboží
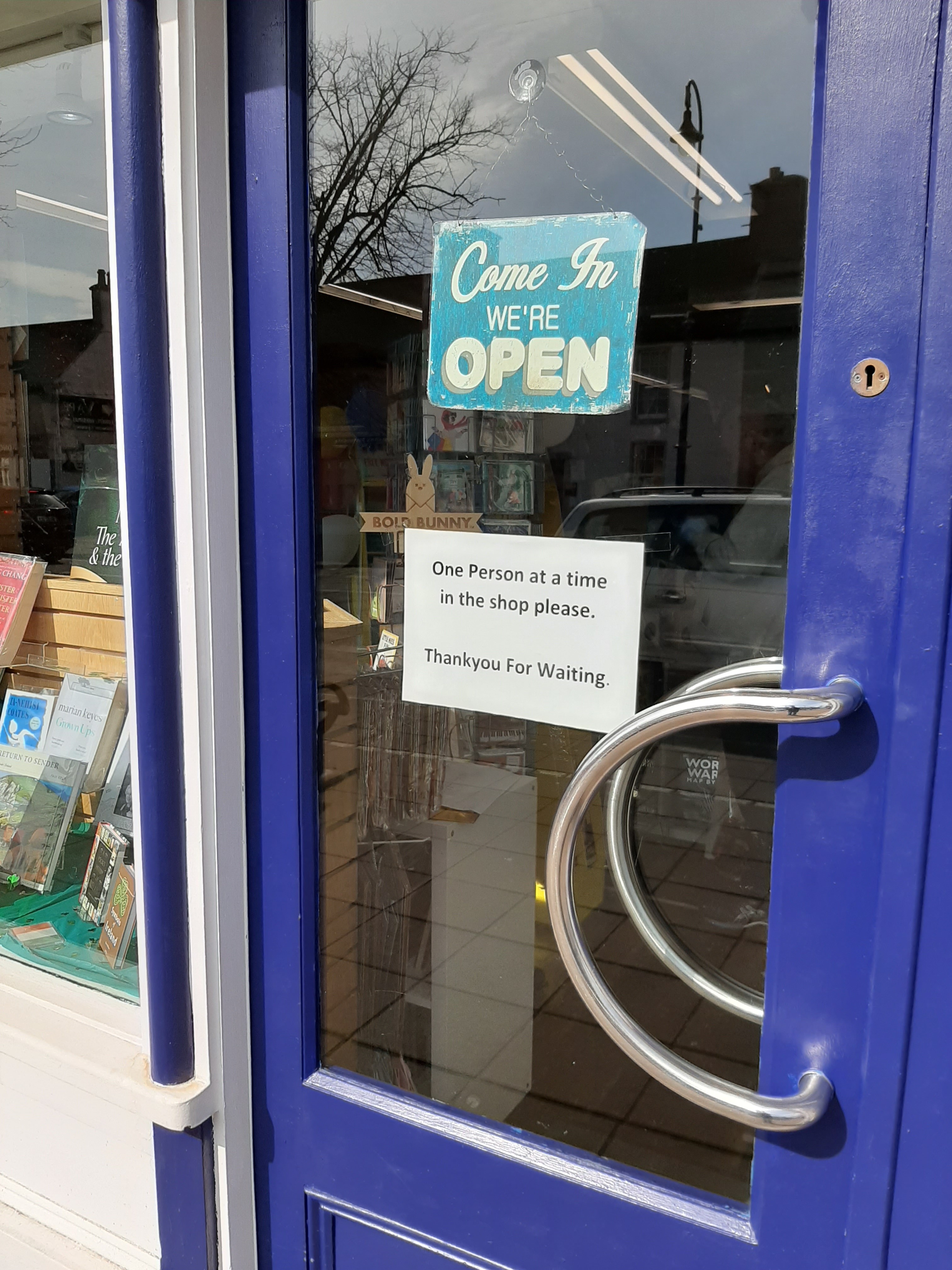
Dveře od obchodu v Irsku během pandemie covidu-19
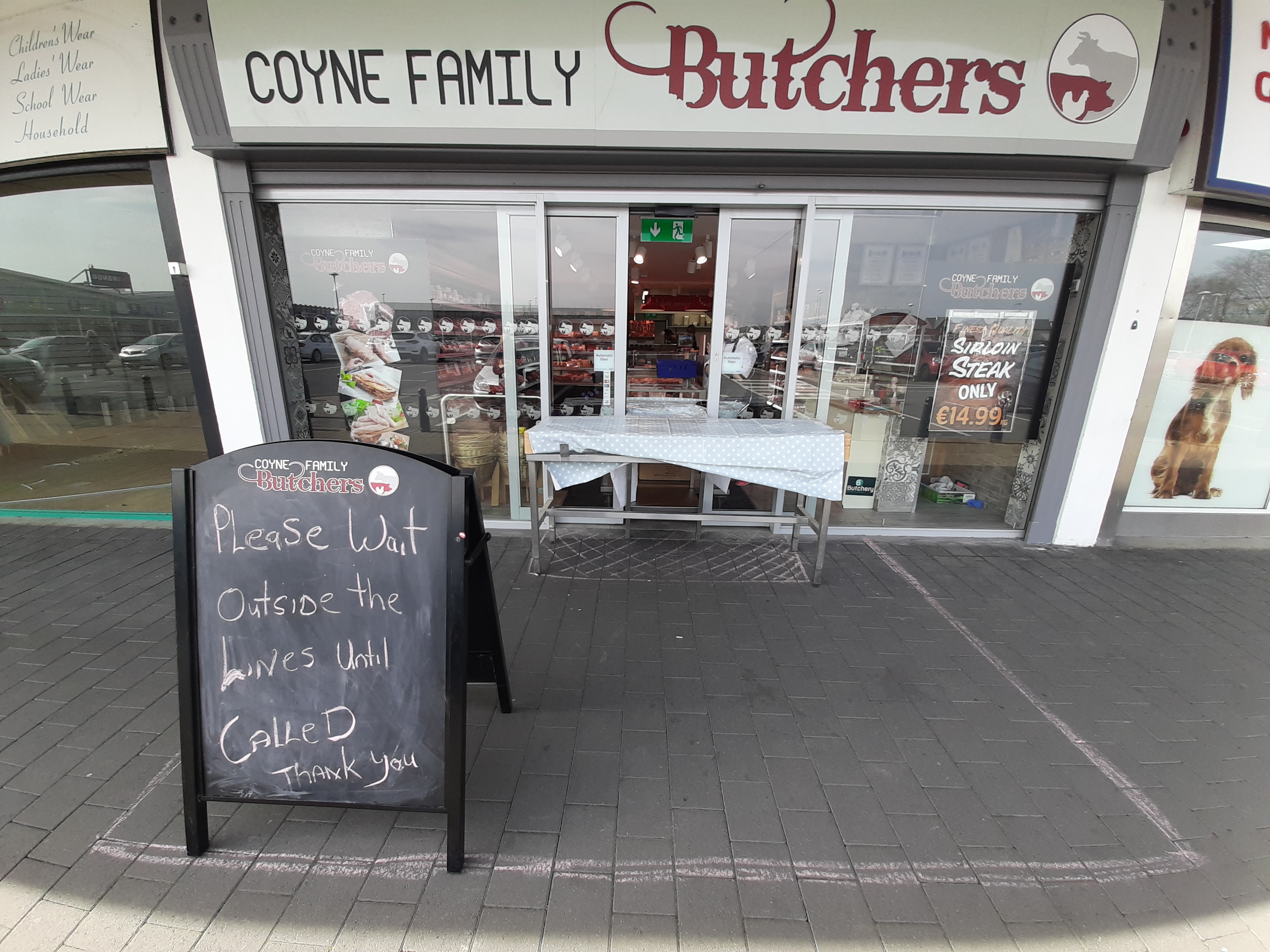
Irské řeznictví během pandemie covidu-19
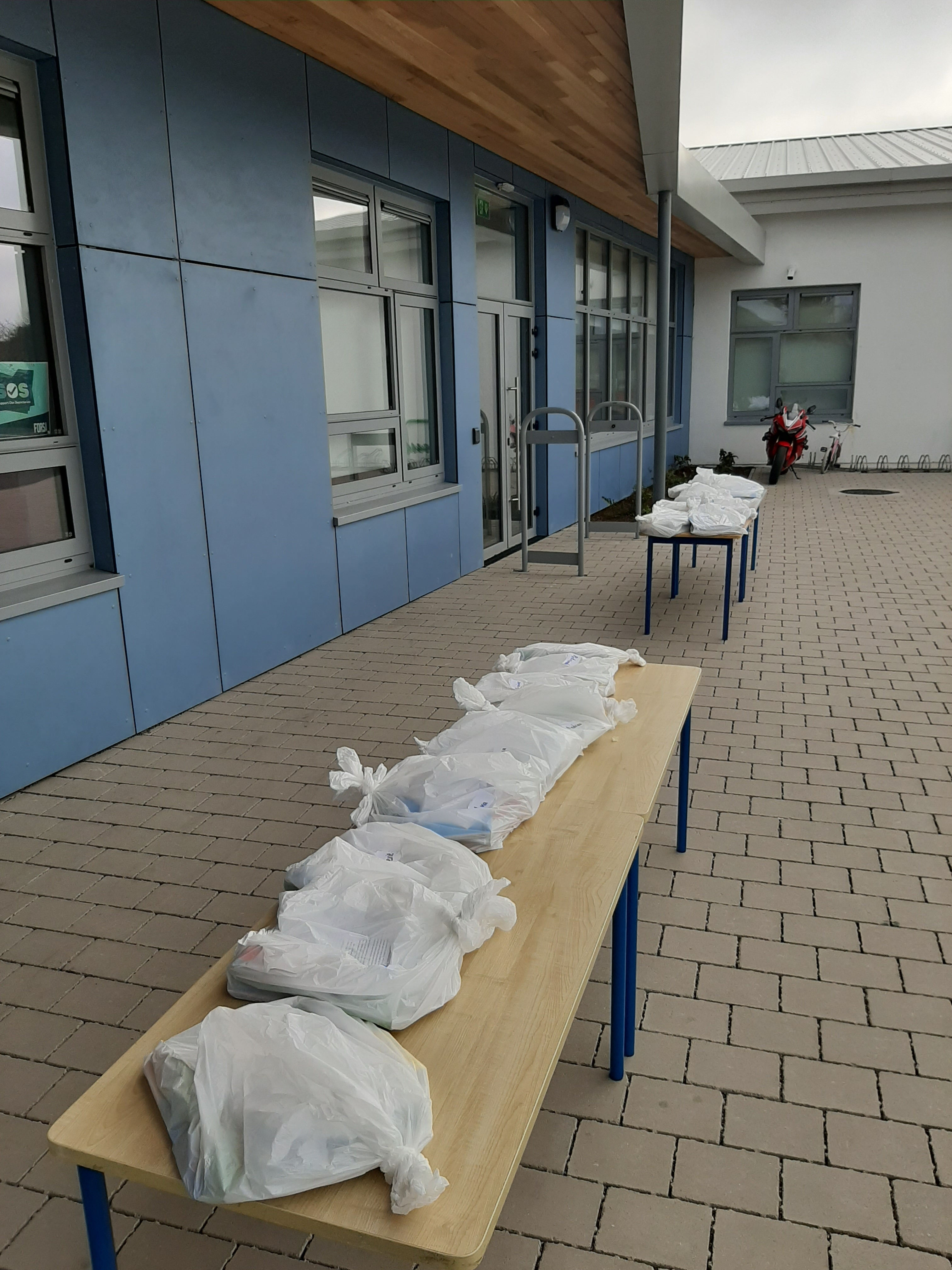
Tašky s učebnicemi umístěné mimo irskou základní školu během pandemie covidu-19